# Club Deportivo San Andrés

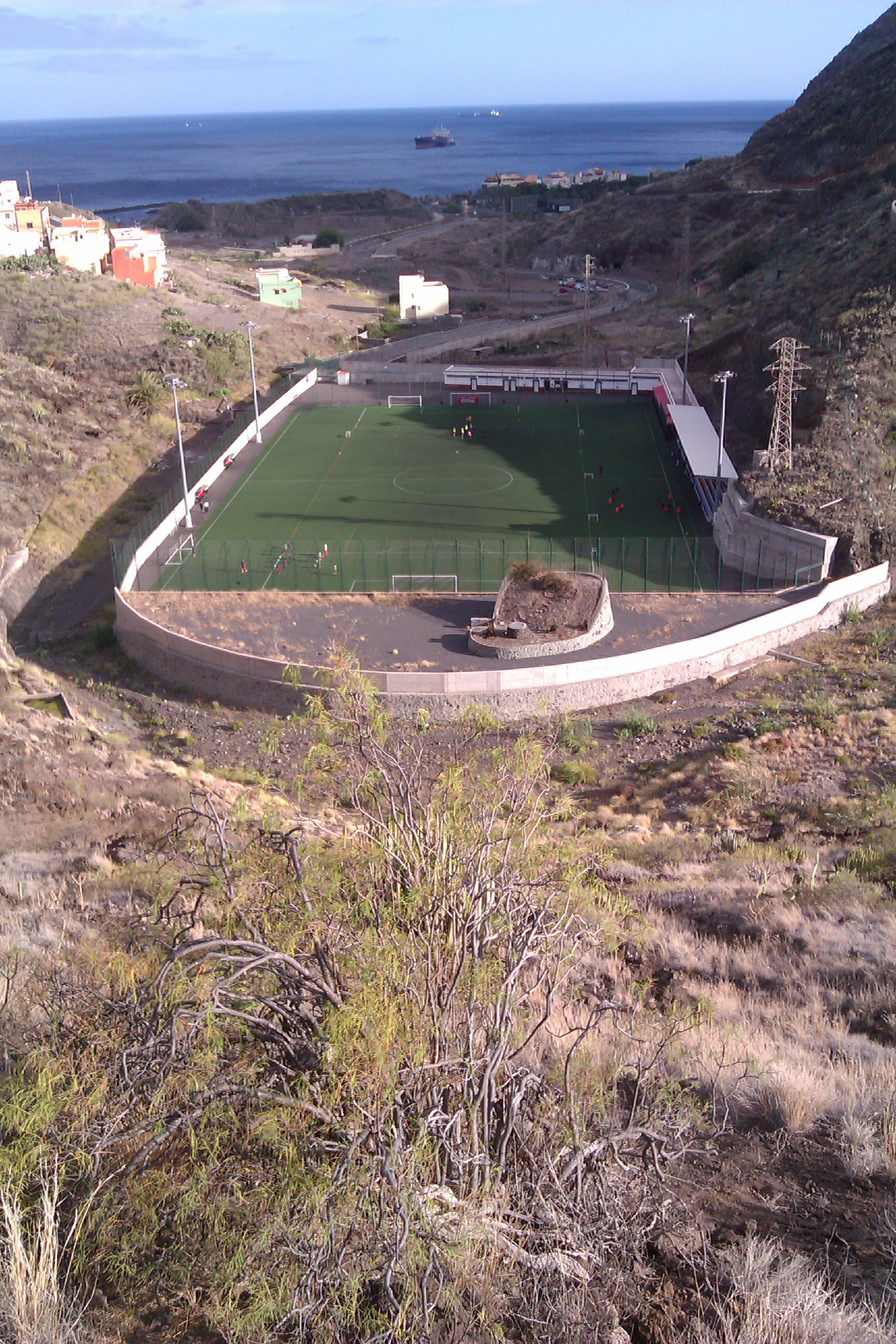
Campo del Valle Las Huertas (o campo de fútbol de San Andrés).

El Club Deportivo San Andrés es un club de fútbol canario de la localidad de San Andrés, en el municipio de Santa Cruz de Tenerife (España). Ha jugado trece temporadas en Tercera División siendo su mejor época el final de la década de los setenta cuando disputó varias temporadas en Tercera División. Actualmente milita en la categoría de Regional Preferente en donde lucha por volver a alcanzar la Tercera División.

## Historia
Los inicios del Club Deportivo San Andrés se remontan a 1915 cuando fue creado como un equipo de aficionados. En 1930 se federó, siendo este el considerado año de fundación del club, lo que lo convierte en uno de los más antiguos equipos de fútbol de Canarias que han permanecido hasta la actualidad. 
Se estrena en el fútbol nacional en la temporada 1978/79 jugando en el Grupo VI de la Tercera División, con equipos aragoneses, madrileños, manchegos y castellano leoneses consiguiendo victorias sonadas como la acontecida en el Campo San Juan de Garray (Soria), ante el CD Numancia por tres goles a cuatro o las victorias por un gol a cero en la isla ante el CD Toledo y CD Numancia nuevamente. En el año 1980 forma parte del grupo de equipos canarios fundadores del Grupo XII de Tercera División, correspondiente a las Islas Canarias. En su primer año en la Tercera Canaria el equipo acaba tercero logrando importantes resultados como la victoria por seis a cero ante el Racing Club Las Palmas.
Hasta la temporada 2007/08 jugaba sus partidos como local en un campo de fútbol de tierra que se ubicaba cerca de donde se levanta el Castillo de San Andrés, pero tuvo que abandonarlo debido a la reordenación urbanística acaecida en torno a la playa de Las Teresitas. Entre 2006 y 2007 se construyó un nuevo campo a los pies del barrio de El Suculum, localizado a las afueras del pueblo, en la zona norte, junto al Barranco de Las Huertas de donde toma su nombre: Campo del Valle Las Huertas, aunque también es llamado simplemente "Campo de fútbol de San Andrés".
En la actualidad el Club Deportivo San Andrés es considerado el primer equipo de fútbol de la zona de Anaga. El antiguo cine del pueblo de San Andrés es la sede social del club, este centro contiene un museo en el que se muestra la historia del equipo, así como todos los trofeos ganados a lo largo de su historia.

## Uniforme
- Uniforme titular: Camiseta roja, pantalón azul marino y medias también azules.

## Estadio
El Campo del Valle Las Huertas (o campo de fútbol de San Andrés) fue inaugurado en 2006 y se encuentra junto al barranco del mismo nombre. Cuenta con un aforo para unos 600 espectadores y la instalación deportiva dispone de 13.629 metros cuadrados. Las dimensiones del terreno de juego son de 105 metros de largo por 65 metros de ancho. Durante 5 años, el periodo comprendido entre 2014 y 2019, tuvieron que abandonar su estadio debido a problemas de acceso derivados de un riada.
Anteriormente, y desde la temporada 1940/41, el club disputaba sus encuentros como local en el Campo de Traslarena (conocido como Campo de las Teresitas, en referencia a la Playa de las Teresitas), terreno de juego de tierra que se encontraba situado junto al mencionado castillo y la playa de Las Teresitas. Tenía unas medidas de 105 x  66 metros, lo que lo hacía uno de los terrenos de juego más grandes, similares a los del Camp Nou del F. C. Barcelona. El viejo campo fue entregado como solar al Ayuntamiento de Santa Cruz de Tenerife el 28 de octubre de 2006.

## Bandera y escudo

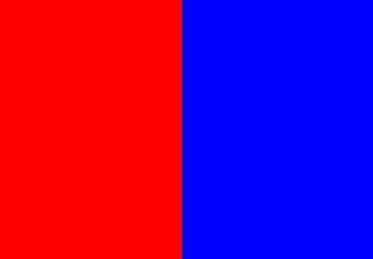
Bandera de la localidad de San Andrés en la que se basan los colores del equipo.

La Bandera del Club Deportivo San Andrés se compone de un rectángulo dividido verticalmente entre el color rojo, pegado al mástil, y el azul. En el centro de la bandera, donde se unen ambos colores se encuentra el escudo de la entidad. 
El escudo tiene como base un fondo de zafiro, posee una cinta dorada en su centro en donde se lee: C. D. SAN ANDRES. La parte superior del escudo se divide en dos secciones, en una aparece representado el Castillo de San Andrés sobre fondo rojo, en la otra se encuentra la Cruz de San Andrés sobre fondo azul. La parte inferior del escudo está dividida diagonalmente con los colores antes citados, en cuyo centro se encuentra un balón de fútbol de cuero antiguo. Debajo del balón en números de oro pone 1930, año de fundación del equipo.

## Todas las temporadas
| Temporada | División     | Posición | Copa del Rey |
| --------- | ------------ | -------- | ------------ |
| 1950/51   | 2.ª Regional | 1°       |              |
| 1951/52   | 2.ª Regional | 1°       |              |
| 1952/53   | 2.ª Regional | 1°       |              |
| 1953/54   | 1.ªRegional  | 4º       | No clasifica |
| 1954/55   | 1.ªRegional  | 4º       | No clasifica |
| 1955/56   | 1.ªRegional  | 2º       | No clasifica |
| 1956/57   | 1.ªRegional  | 2º       | No clasifica |
| 1957/58   | 1.ªRegional  | 3º       | No clasifica |
| 1958/59   | 1.ªRegional  | 3º       | No clasifica |
| 1959/60   | 1.ªRegional  | 2º       | No clasifica |
| 1960/61   | 1.ªRegional  | 7º       | No clasifica |
| 1961/62   | 1.ªRegional  | 5º       | No clasifica |
| 1962/63   | 1.ªRegional  | 4º       | No clasifica |
| 1963/64   | 1.ªRegional  | 5º       | No clasifica |
| 1964/65   | 1.ªRegional  | 11º      | No clasifica |
| 1965/66   | 1.ªRegional  | 8º       | No clasifica |
| 1966/67   | 1.ªRegional  | 11º      | No clasifica |
| 1967/68   | 1.ªRegional  | 9º       | No clasifica |
| 1968/69   | 1.ªRegional  | 2º       | No clasifica |
| 1969/70   | 1.ªRegional  | 7º       | No clasifica |
| 1970/71   | 1.ªRegional  | 9º       | No clasifica |
| 1971/72   | 1.ªRegional  | 9º       | No clasifica |
| 1972/73   | 1.ªRegional  | 10º      | No clasifica |
| 1973/74   | 2.ª Regional | 1°       |              |
| 1974/75   | 1.ªRegional  | 4º       | No clasifica |
| 1975/76   | Preferente   | 6º       | No clasifica |
| 1976/77   | Preferente   | 3.º      | No clasifica |
| 1977/78   | Preferente   | 1º       | No clasifica |
| 1978/79   | 3ªNacional   | 18.º     | No clasifica |
| 1979/80   | 3ªNacional   | 15.º     | 1ªElim.      |
| 1980/81   | 3.ª División | 3º       | No clasifica |
| 1981/82   | 3.ª División | 5.º      | 2ªElim.      |
| 1982/83   | 3.ª División | 3.º      | 2ªElim.      |
| 1983/84   | 3.ª División | 10.º     | 2ªElim.      |
| 1984/85   | 3.ª División | 4.º      | No clasifica |
| 1985/86   | 3.ª División | 5.º      | 1ªElim.      |
| 1986/87   | 3.ª División | 17.º     | 1ªElim.      |
| 1987/88   | 3.ª División | 12.º     | No clasifica |
| 1988/89   | 3.ª División | 20º      | No clasifica |
| 1989/90   | Preferente   | 4º       | No clasifica |
| 1990/91   | Preferente   | 12º      | No clasifica |
| 1991/92   | Preferente   | 2.º      | No clasifica |
| 1992/93   | 3.ª División | 20.º     | No clasifica |
| 1993/94   | Preferente   | 1º       | No clasifica |
| 1994/95   | 3.ª División | 20.º     | No clasifica |
| 1995/96   | Preferente   | 13.º     | No clasifica |
| 1996/97   | Preferente   | 4.º      | No clasifica |
| 1997/98   | Preferente   | 8º       | No clasifica |
| 1998/99   | Preferente   | 15.º     | No clasifica |
| 1999/00   | Preferente   | 5.º      | No clasifica |

| Temporada | División    | Posición | Copa del Rey |
| --------- | ----------- | -------- | ------------ |
| 2000/01   | Preferente  | 8º       | No clasifica |
| 2001/02   | Preferente  | 2.º      | No clasifica |
| 2002/03   | Preferente  | 7º       | No clasifica |
| 2003/04   | Preferente  | 7º       | No clasifica |
| 2004/05   | Preferente  | 9.º      | No clasifica |
| 2005/06   | Preferente  | 6.º      | No clasifica |
| 2006/07   | Preferente  | 20.º     | No clasifica |
| 2007/08   | 1.ªRegional | 2.º      | No clasifica |
| 2008/09   | Preferente  | 4.º      | No clasifica |
| 2009/10   | Preferente  | 8.º      | No clasifica |
| 2010/11   | Preferente  | 6.º      | No clasifica |
| 2011/12   | Preferente  | 8.º      | No clasifica |
| 2012/13   | Preferente  | 2.º      | No clasifica |
| 2013/14   | Preferente  | 7.º      | No clasifica |
| 2014/15   | Preferente  | 11.º     | No clasifica |
| 2015/16   | Preferente  | 12.º     | No clasifica |
| 2016/17   | Preferente  | 18.º     | No clasifica |
| 2017/18   | 1.ªRegional | 3.º      | No clasifica |
| 2018/19   | 1.ªRegional | 10.º     | No clasifica |
| 2019/20   | 1.ªRegional | 6.º      | No clasifica |
| 2020/21   | Preferente  | 6º       | No clasifica |
| 2021/22   | Preferente  | 9º       | No clasifica |
| 2022/23   | Preferente  | 17º      | No clasifica |
| 2023/24   | 1.ªRegional | 6º       | No clasifica |

### Datos del club

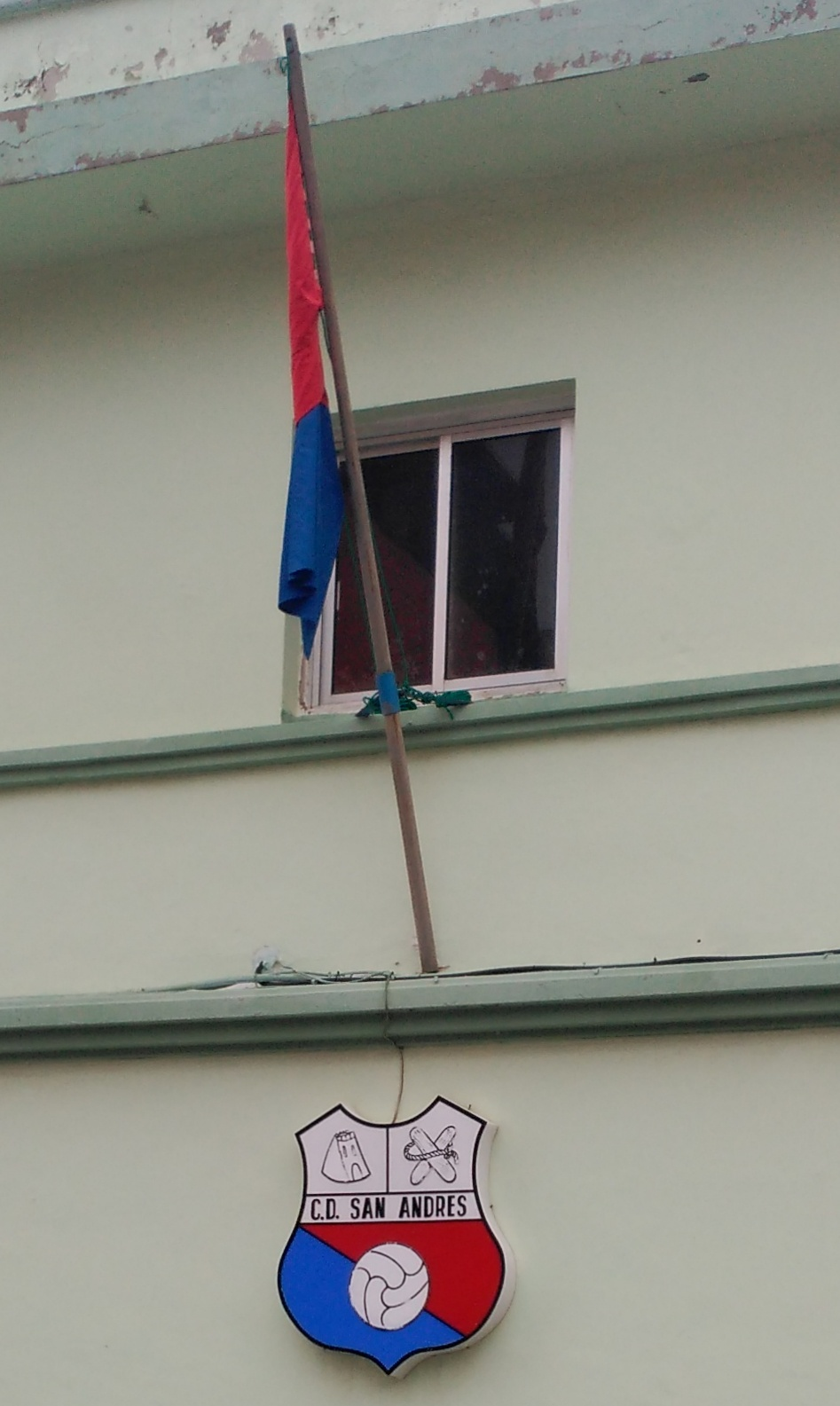
Bandera y escudo en la fachada de la sede del club.

- Temporadas en Tercera División: 13
- Temporadas en Preferente: 31
- Temporadas en Primera Regional: 26
- Temporadas en Segunda Regional: 3

### Palmarés
- Preferente de Tenerife (2) 1977-78 y 1993-94.
- Copa Heliodoro Rodríguez López (2): 1974-75 y 1977-78[4]
- Copa Archipiélago (1): 1977-78
- Campeón Benjamín de Canarias (1): 1997-98

### Trofeos amistosos
- Trofeo Teide (1): 1978[5]

## Plantillas
- Regional

- Juvenil B
- Juvenil A

- Cadete

- Infantil

- Alevín A

- Benjamín

- Prebenjamín